# Pseudalsophis biserialis
Espèce
Synonymes
- Herpetodryas biserialis Günther, 1860
- Alsophis biserialis (Günther, 1860)
- Alsophis biserialis biserialis (Günther, 1860)
- Philodryas biserialis (Günther, 1860)
- Philodryas biserialis biserialis (Günther, 1860)
- Dromicus biserialis eibli Mertens, 1960
- Alsophis biserialis eibli (Mertens, 1960)
- Philodryas biserialis eibli (Mertens, 1960)

Le « serpent coureur » des Galapagos Pseudalsophis biserialis est une espèce de serpents de la famille des Dipsadidae.

## Répartition
Cette espèce est endémique des îles Galápagos.

## Description
Ne dépassant pas 1,30 mètre, c'est un serpent cylindrique avec un corps très mince à jeun et une longue queue effilée. Sa tête plate se distingue peu de son cou. Le nombre d'écailles dorsales est 19-19-15. C'est un prédateur d'oiseaux ou d'iguanes juvéniles.
C'est une espèce non venimeuse dont la morsure est sèche.

## Liste des sous-espèces
Selon The Reptile Database (30 août 2013) :
- Pseudalsophis biserialis biserialis (Günther, 1860)
- Pseudalsophis biserialis eibli (Mertens, 1960)

## Publications originales
- Günther, 1860 : On a new snake from the Galapagos islands. Annals and magazine of natural history, sér. 3, vol. 6, p. 78-79 (texte intégral).